# 西华尼申
西华尼申（1956年3月15日—），马来西亚政治人物，为民主行动党党员，现任霹雳州行政议员，掌管的事务为人力资源、卫生及印裔社会事务、以及霹雳州议会宋溪州议员。

## 政治生涯
2008年大选、2013年大选，以及2018年大选代表行动党参加并赢得霹雳州议会宋溪议席。2018年5月19日，就任为霹雳州行政议员。
2022年霹雳州选举，成功守下宋溪州席。2022年11月22日，宣誓就任为行政议员。同年11月23日，掌管的事务为人力资源、卫生及印裔社会事务。2023年1月18日，与行政议员吴家良正式接管由霹雳州州务大臣拿督斯里沙拉尼莫哈末管理的社会融合与强化局（非回教事务部），以更有效地处理华印裔宗教团体的拨款申请。